# کوین کوریوس
کوین کوریوس (استونیایی: Kevin Korjus؛ زادهٔ ۹ ژانویهٔ ۱۹۹۳) راننده خودروی مسابقه‌ای اهل استونی است.
وی در سال ۲۰۱۰ قهرمان مسابقات فرمول ۲ رنو یوروکاپ و در سال ۲۰۱۶ نایب قهرمان مسابقات جایزه رنو اسپورت در بخش کلاس حرفه‌ای شده است.